# Leonardo Rugel
Leonardo Rugel (Zorritos, Provincia de Tumbes, Perú, 2 de junio de 2001) es un futbolista peruano. Juega de defensa y su equipo actual es el Club Cienciano de la Primera División del Perú.

## Trayectoria
Rugel inició su carrea como futbolista en las ligas de distritales de la Copa Perú de Tumbes, jugando para el Club Social Amigos del Miramar y el Sport Progresistas Los Pinos. Luego de buenas actuaciones en la selección de Tumbes sub-16, fue observado por equipos de Lima. A mediados de 2017 llegó a las divisiones menores de Universitario de Deportes para terminar su proceso de formación.

### Universitario de Deportes
En el año 2019 fue ascendido al equipo de reservas del cuadro crema, teniendo una gran desempeño en el campeonato. En la temporada 2020 fue cedido a préstamo a la Universidad Técnica de Cajamarca por una temporada. Debutó profesionalmente en la fecha 7 de la fase 1 frente a Sport Huancayo haciendo pareja de central con el paraguayo Delio Ojeda en una derrota 2-0 del cuadro cajamarquino. Franco Navarro, fue el director técnico encargado de hacerlo debutar. Jugó dos partidos de titular en aquella temporada.
Luego de una campaña con buenas actuaciones regresó a Universitario de Deportes, club con el que tiene contrato hasta finales de 2022, para reforzar el plantel principal de cara al torneo local y la Copa Libertadores 2021. El 11 de marzo fue presentado oficialmente en la Noche Crema 2021 y se le fue asignado el dorsal número 3. Su debut se dio en la fecha 7 de la fase I frente a Alianza Atlético, encuentro que terminó 2-1 con triunfo crema. Rugel anotó el gol del triunfo, además de ser elegido la figura del partido. Debido a que suma en la bolsa de minutos, fue de total consideración para el técnico argentino Ángel Comizzo, siendo el jugador que más minutos sumó dentro de los juveniles. Inexplicablemente la primera parte del torneo peruano Rugel, fue borrado de la nómina principal del plantel, haciendo su aparición recién en la última fecha del Torneo Apertura frente a UTC, siendo uno de los más destacados del partido.
En la temporada 2023 descendió de categoría, al quedar penúltimo en la tabla acumulada del torneo con la Deportivo Municipal.

## Estadísticas

### Clubes
Actualizado de acuerdo al último partido jugado el 28 de octubre de 2023.
| Universitario de Deportes · Perú | 1.ª           | 2020          | —  | — | — | — | — | — | 0  | 0 |
| U. T. C. · Perú                  | 1.ª           | 2020          | 2  | 0 | — | — | — | — | 2  | 0 |
| U. T. C. · Perú                  | Total club    | Total club    | 2  | 0 | 0 | 0 | 0 | 0 | 2  | 0 |
| Universitario de Deportes · Perú | 1.ª           | 2021          | 11 | 1 | 1 | 0 | 3 | 0 | 15 | 1 |
| Universitario de Deportes · Perú | 1.ª           | 2022          | 5  | 1 | — | — | 0 | 0 | 5  | 1 |
| Universitario de Deportes · Perú | Total club    | Total club    | 16 | 2 | 1 | 0 | 3 | 0 | 20 | 2 |
| Deportivo Municipal · Perú       | 1.ª           | 2023          | 28 | 0 | — | — | — | — | 28 | 0 |
| Deportivo Municipal · Perú       | Total club    | Total club    | 28 | 0 | 0 | 0 | 0 | 0 | 28 | 0 |
| Total carrera                    | Total carrera | Total carrera | 46 | 2 | 1 | 0 | 3 | 0 | 50 | 2 |
| 1. 2.                            |               |               |    |   |   |   |   |   |    |   |